# Illa de Luigi
L'illa de Luigi (en rus: Остров Луиджи) és una illa a la zona central de la Terra de Francesc Josep, Rússia, dins el grup de la Terra de Zichy.
La seva superfície és de 371 km² i bona part de l'illa està coberta per glaceres. El punt més alt de l'illa fa 442 msnm. Està separada per estrets canals de l'illa Salisbury, al nord-est, i l'illa de Champ, al sud-est.
Va rebre el nom del muntanyenc i explorador italià Lluís Amadeu de Savoia-Aosta, duc dels Abruços.